# Jožef Tertei
Jožef Tertei, född den 5 maj 1960 i Senta, Vojvodina, Serbien, är en jugoslavisk brottare som tog OS-brons i tungviktsbrottning i den grekisk-romerska klassen 1984 i Los Angeles. Han tillhör den ungerska minoriteten i Vojvodina.